# Marathon van Utrecht 2010
De Jaarbeurs Utrecht Marathon 2010 vond plaats op maandag 5 april 2010 in Utrecht. Start en finish waren onder de luifel van de Jaarbeurs aan de Croeselaan.
Bij de mannen werd de wedstrijd gewonnen door de Keniaan William Kipchumba met een tijd van 2:12.01. Hij was hiermee tien seconden sneller dan Mariko Kiplagat Kipchumba, de winnaar van 2007. De Oekraïense Olena Biloshchuk finishte als eerste vrouw in 2:39.43. De snelste Nederlander was Marcel Uppelschoten in 2:32.19.
Naast de hele marathon waren er wedstrijden over de halve marathon, 10 km, 5 km en diverse kinderlopen.

## Uitslagen

### Marathon

#### Mannen
| rang   | naam                      | land | tijd    |
| ------ | ------------------------- | ---- | ------- |
| Goud   | William Kipchumba         | KEN  | 2:12.01 |
| Zilver | Mariko Kiplagat Kipchumba | KEN  | 2:12.11 |
| Brons  | Andrea Sambu Sipe         | TAN  | 2:12.25 |
| 4      | Joash Kipkoech Mutai      | KEN  | 2:13.12 |
| 5      | Moses Kiptum              | KEN  | 2:13.57 |
| 6      | Hassan Belkhanouch        | FRA  | 2:13.58 |
| 7      | Kenneth Kiprono Korir     | KEN  | 2:14.04 |
| 8      | Ahmed Nasef               | MAR  | 2:16.46 |
| 9      | Andra Silvini             | KEN  | 2:28.38 |
| 10     | Marcel Uppelschoten       | NED  | 2:32.19 |

#### Vrouwen
| rang   | naam                 | land | tijd    |
| ------ | -------------------- | ---- | ------- |
| Goud   | Olena Biloshchuk     | UKR  | 2:39.43 |
| Zilver | Zeddy Chepkoech Rere | KEN  | 2:41.04 |
| Brons  | Jirina Kocianova     | CZE  | 2:57.35 |

1978 · 
1979 · 
1980 · 
1981 · 
1982 · 
1983 · 
1984 · 
1985 · 
1986 · 
1987 · 
1988 · 
1989 · 
1990 · 
1991 · 
1992 · 
1993 · 
1994 · 
1995 · 
1996 · 
1997 · 
1998 · 
1999 · 
2000 · 
2001 · 
2002 · 
2003 · 
2004 · 
2005 · 
2006 · 
2007 · 
2008 · 
2009 · 
2010 ·
2011 ·
2012